# Royaume lagide
Pour les articles homonymes, voir Ptolémée (homonymie).
Sauf précision contraire, les dates de cet article sont sous-entendues « avant l'ère commune », c'est-à-dire « avant Jésus-Christ ».
305 av. J.-C. – 30 av. J.-C.
Entités précédentes :
- Province du royaume de Macédoine

Entités suivantes :
- Province romaine d'Égypte

Le royaume lagide ou ptolémaïque (en grec ancien : Πτολεμαϊκὴ βασιλεία / Ptolemaïkḕ basileía) est un royaume hellénistique situé en Égypte et dirigé par la dynastie lagide issue du général macédonien Ptolémée, fils de Lagos (d'où l'appellation « lagide »), de 323 à 30 av. J.-C. Considéré comme le plus puissant et le plus riche des royaumes hellénistiques, il établit une véritable thalassocratie en Méditerranée orientale pour atteindre son apogée sous le règne de Ptolémée III. Son principal adversaire est le royaume séleucide contre lequel il lutte durant les guerres de Syrie. Les Lagides interviennent régulièrement dans les affaires de la Grèce afin de faire face aux ambitions des Antigonides. À partir du IIe siècle, le royaume doit faire face à des mouvements de sédition qui entament l'autorité royale. La défaite de Cléopâtre VII et de Marc Antoine face à Octave à la bataille d'Actium en 31 av. J.-C. marque la fin de la dynastie ptolémaïque et de l'Égypte pharaonique, mais aussi, pour les historiens modernes, de l'époque hellénistique.
Le fonctionnement interne du royaume, ainsi que ses institutions politiques et économiques, sont les mieux connus de l'époque hellénistique grâce aux nombreuses trouvailles papyrologiques et archéologiques.

## Histoire

### Formation de la royauté lagide

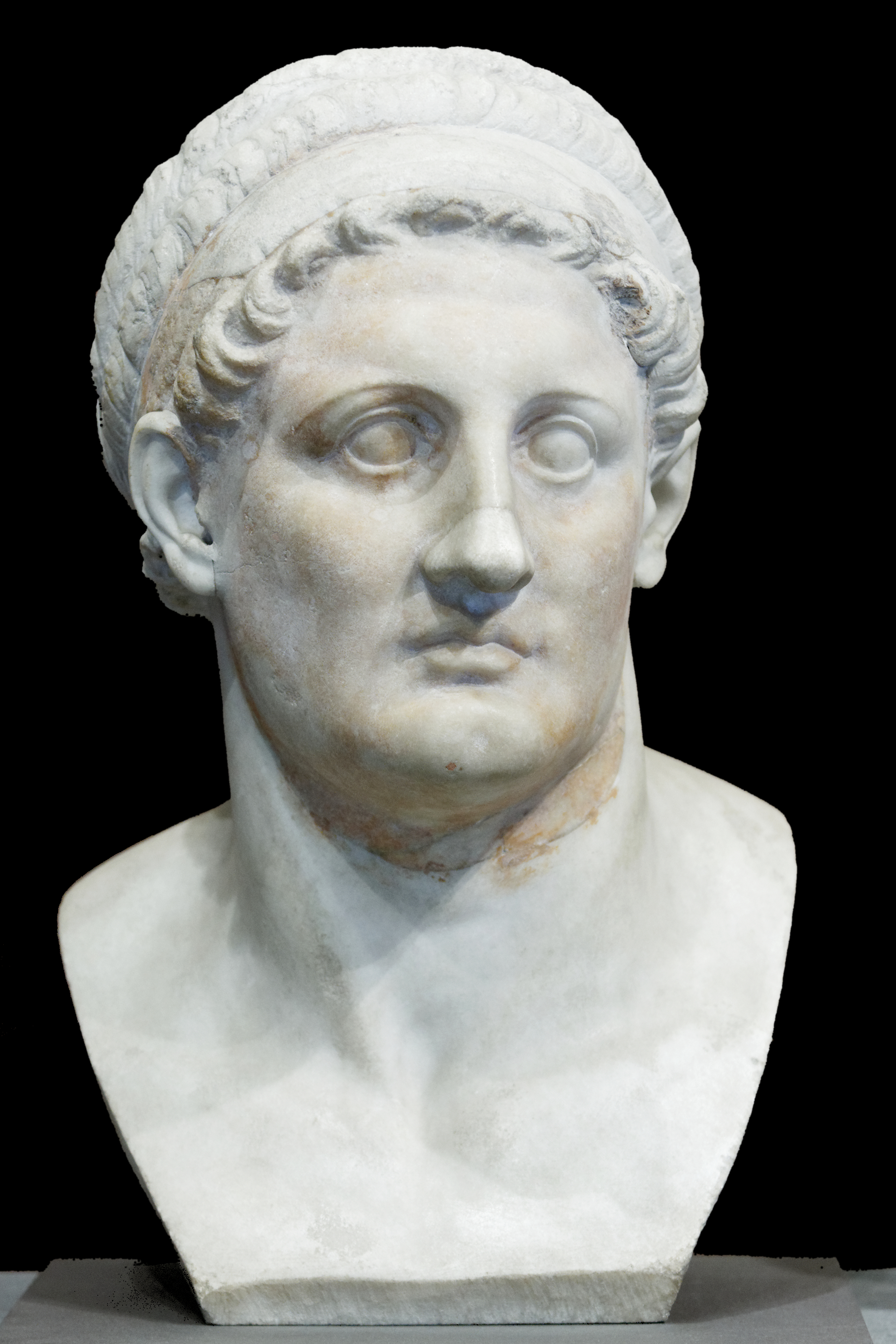
Buste de Ptolémée Ier, Musée du Louvre.

La dynastie lagide se place dans la continuité d'Alexandre le Grand, roi de Macédoine, qui se fait proclamer pharaon en 331 à l'issue de la conquête de l'Égypte. Alexandre s'est rendu dans l'oasis de Siwa où il rencontre l'oracle de Zeus Ammon qui le confirme comme descendant du dieu Amon. Cette sentence, conforme aux traditions égyptiennes, est très largement exploitée par la propagande du conquérant. Il ordonne par ailleurs la construction d'Alexandrie.
Ptolémée, l'un des proches officiers d'Alexandre, est désigné satrape d'Égypte lors des accords de Babylone en 323. Incarnant les « forces centrifuges » désireuses de s'affranchir du pouvoir central, Ptolémée s'oppose immédiatement au chiliarque Perdiccas. Il s'empare de la Cyrénaïque et noue des relations avec des roitelets de Chypre. Surtout, il fait exécuter Cléomène de Naucratis, l'administrateur grec de Basse-Égypte, sous le prétexte d'un enrichissement personnel, et prend possession de ses trésors. Enfin, vers 322, il est censé avoir « détourné » le convoi funéraire qui doit conduire la dépouille sacrée d'Alexandre de Babylone vraisemblablement jusqu'en Macédoine. Ce détournement a une haute portée symbolique ; pour autant, les historiens modernes ne s'accordent pas tous sur sa réalité, sachant que les sources antiques ne sont guère précises au sujet du lieu où doit être ensevelie la dépouille d'Alexandre. Peut-être les Diadoques ont-ils tacitement convenu que celle-ci serait moins dangereuse politiquement à Memphis qu'en Macédoine.
Perdiccas réagit début 321 en s'avançant avec l'armée royale en direction de l'Égypte. Mais la frontière orientale étant bien défendue, il échoue à faire traverser le Nil à son armée et périt assassiné par ses officiers. Par la suite, Ptolémée, en stratège prudent, prend part aux guerres des Diadoques en luttant contre Antigone le Borgne et son fils Démétrios.
Vers 305, Ptolémée se proclame roi (basileus) d'Égypte pour les Grecs et les Égyptiens, après la disparition de son suzerain théorique, Alexandre IV, et la proclamation royale des Antigonides. C'est son fils et successeur, Ptolémée II, qui le premier aurait reçu le titre de pharaon des prêtres égyptiens. Le couronnement pharaonique n'est explicitement attesté qu'à partir de Ptolémée V en 196 grâce à la pierre de Rosette. Pour autant, il paraît probable que les Lagides aient reçu déjà avant lui les sacrements pharaoniques, comme le laisse supposer l'instauration du culte royal dans les temples égyptiens dès 260.

### Caractéristiques des Lagides

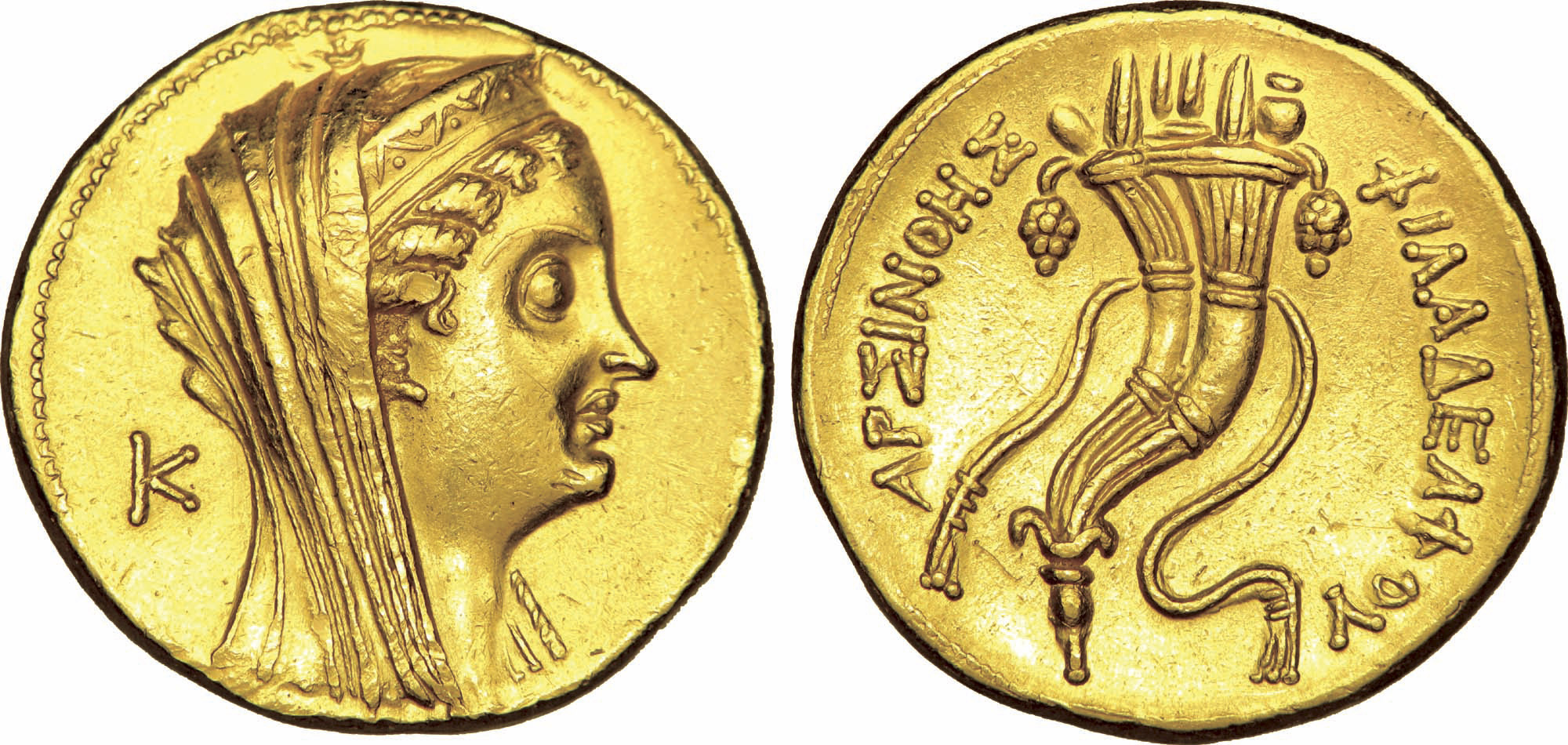
Octodrachme d'or à l'effigie d'Arsinoé II Philadelphe, sœur et épouse de Ptolémée II.

Comme chez les premiers pharaons, la dynastie est marquée à partir de Ptolémée II par les mariages consanguins (notamment entre frère et sœur), bien qu'ils ne soient pas la règle. Des unions matrimoniales sont parfois conclues avec les Séleucides, comme celle de Bérénice, fille de Ptolémée II, avec Antiochos II, de Cléopâtre Ire Syra, fille d'Antiochos III, avec Ptolémée V, ou de Cléopâtre Théa, fille de Ptolémée VI et de sa sœur-épouse Cléopâtre II, avec trois rois séleucides successifs. Les crimes familiaux constituent une sorte de règle successorale,. Les rois et reines n'en portent pas moins des épithètes bienveillantes, parfois d'essence divine : « Sauveur », « Bienfaiteur », « Nouveau Dionysos » ; ou bien des hommages familiaux renvoient à d'autres parents : « Qui aime sa sœur », « Qui aime son père ». Selon la coutume ptolémaïque, une reine ne peut théoriquement régner seule ; elle est nominalement mariée à son frère cadet comme dans le cas de Cléopâtre VII au début de son règne.
Malgré les querelles intestines, la dynastie lagide contribue au rayonnement de l'Égypte durant l'époque hellénistique en initiant une synthèse entre la culture grecque et le monde égyptien traditionnel. En témoignent la naissance du culte syncrétique de Sérapis et le renouveau des divinités égyptiennes.
Les sources contemporaines décrivent un certain nombre de membres de la dynastie lagide comme étant obèses, tandis que les sculptures et les monnaies révèlent des yeux proéminents et des cous gonflés. La maladie de Basedow pourrait expliquer le cou gonflé et la proéminence des yeux (exophtalmie), mais il est peu probable qu'elle puisse se produire dans le cas d'une obésité morbide. Compte tenu de la nature familiale de ces pathologies, les membres de la dynastie ont probablement souffert d'une affection fibrotique multiorganique, telle que la maladie de Erdheim-Chester, ou d'une fibrosclérose multifocale familiale où la thyroïdite, l'obésité et l'exophtalmie se déclarent simultanément.

### Empire lagide auIIIesiècleav. J.-C.
Ptolémée Ier et ses successeurs immédiats reprennent à leur compte la politique des pharaons égyptiens, qui consiste à former un « glacis protecteur » autour de la vallée du Nil : ils établissent leur domination sur le littoral d'Asie Mineure (Ionie, Carie, Lycie, Pamphylie, etc.), sur la Cyrénaïque, sur la Syrie-Phénicie (future Cœlé-Syrie) et enfin sur Chypre.

Les royaumes des Diadoques en 301 av. J.-C.

Dans la première partie du règne de Ptolémée Ier, les Antigonides sont le principal adversaire dans le contexte des guerres des Diadoques. En 312, il remporte la bataille de Gaza contre Démétrios ; mais cette victoire ne suffit pas pour occuper la Syrie. Il faut attendre la bataille d'Ipsos (301), à laquelle Ptolémée n'a pas participé, pour que la Syrie devienne lagide. Chypre, base de la puissance navale des Ptolémées, est l'objet d'une lutte intense avec les Antigonides, ces derniers parvenant à la mettre sous tutelle entre 306 et 294.
La dynastie lutte ensuite contre les Séleucides au travers des six guerres de Syrie (274 à 168) pour la domination de la Syrie-Phénicie (ou Cœlé-Syrie). L'empire lagide connait son apogée sous Ptolémée III, vainqueur des Séleucides à l'issue de la troisième guerre de Syrie (246 à 241). En 217, durant une quatrième guerre, le jeune Ptolémée IV défait Antiochos III à la bataille de Raphia ; mais en 195, Antiochos III parvient à prendre possession de la Cœlé-Syrie. Enfin, Antiochos IV remporte la sixième guerre de Syrie (170-168) ; il s'empare de Péluse, de Chypre et assiège même Alexandrie ; en dépit de ces défaites égyptiennes, la dynastie lagide est sauvée par une intervention romaine.
À la fin du IIIe siècle, le royaume connait de graves troubles intérieurs, conséquence notamment d'une hausse de la fiscalité servant à financer l'armée. De plus, le pouvoir royal commence à s'« égyptianiser » : pour la première fois, un souverain de la dynastie lagide reçoit les honneurs égyptiens complets, ce qui devient la norme et est transmis aux autres pharaons. Une stèle commémorant la victoire de Raphia donne en effet à Ptolémée IV la titulature pharaonique complète (et traduite en grec).
Les Lagides s'engagent dans une moindre mesure contre les Antigonides de Macédoine, afin de limiter leur influence en Grèce et surtout de réduire leur force navale qui se développe avec Antigone II Gonatas. Ptolémée II apporte en vain un soutien militaire à Athènes et à Sparte durant la guerre chrémonidéenne (268-262). Cet échec pousse les Lagides à privilégier désormais la voie diplomatique : ils apportent une aide financière aux adversaires des Macédoniens, comme la Ligue achéenne, la Ligue étolienne ou Sparte sous le règne de Cléomène III. Les rapports avec Athènes sont étroits, la cité se voyant garantir sa neutralité entre 229 et 200. Les Ptolémée reçoivent ainsi de grands honneurs avec l'instauration d'un culte royal, de la tribu de Ptolémaïs et du dème de Bérénicidai.

### Thalassocratie lagide
Les premiers souverains lagides manifestent l'ambition d'établir une thalassocratie en Méditerranée orientale et en mer Rouge, grâce à une flotte puissante, leurs navires étant alors les plus grands jamais construits. La possession de bases navales en Syrie-Phénicie (la future Cœlé-Syrie) et à Chypre leur assure la maîtrise des mers. L'Égypte étant dépourvue de bois, il est aussi indispensable pour eux de contrôler la Syrie-Phénicie, riche en ressources forestières. Grâce à leurs protectorats sur le littoral méridional d'Asie Mineure et dans les Cyclades, dont la Ligue des Nésiotes (ou confédération des Insulaires) sous leur tutelle jusque vers 250, ils peuvent contrôler les voies maritimes vers la mer Égée et protéger leurs exportations de blé vers la Grèce. Les principales bases navales égéennes sont Itanos en Crète, Théra dans les Cyclades, Méthana dans le Péloponnèse, Maronée et Ainos en Thrace. Les trois premières sont réunies au sein d'une même région militaire ; les bases de Thrace doivent permettre le contrôle des détroits hellespontiques, voire de se rapprocher de l'aire d'influence des Antigonides.
L'occupation des Cyclades s'effectue au début du IIIe siècle aux dépens de Démétrios Ier Poliorcète lui-même, plus qu'elle ne semble dirigée contre le royaume de Macédoine dont les Lagides auraient cherché à réduire l'influence. Certes, les Cyclades servent de bases pour des interventions en Grèce, comme celle qui vise à libérer Athènes du Poliorcète en 286, mais les Lagides n'ont jamais véritablement usé de toutes leurs forces pour lutter contre les Macédoniens, que ce soit durant la guerre chrémonidéenne contre Antigone II Gonatas qui voit la défaite des Lagides à la bataille de Cos contre la flotte antigonide, ou plus encore durant la guerre cléomènique qui voit l'abandon de Sparte par les Lagides en 223. La réduction de la menace maritime macédonienne reste la priorité des Lagides, davantage que la lutte contre les Antigonides en Grèce continentale. Ptolémée II intervient dans la guerre chrémonidéenne (née d'une coalition entre Athènes et Sparte) dès lors qu'Antigone II constitue une flotte assez importante pour mettre en danger la suprématie maritime de l'Égypte.
Le dessein des premiers Lagides semble bien avoir été d'empêcher la formation d'un « empire » entre l'Europe et l'Asie. Les disparitions rapprochées de Démétrios Ier, de Lysimaque et de Séleucos Ier font disparaître pour un temps cette menace. Après Ptolémée II, la politique extérieure se tourne vers l'Orient séleucide, marquant une baisse d'intérêt pour les affaires d'Europe. C'est ce que prouve la perte des possessions égéennes, dont Délos, après la guerre chrémonidéenne.
Le contrôle des bases navales de Syrie-Phénicie (dont Tripoli, Béryte, Tyr et Sidon) est l'un des motifs des luttes incessantes contre les Séleucides durant les six guerres de Syrie. Sous Ptolémée III, les Lagides contrôlent même Séleucie de Piérie, le port d'Antioche. À la même époque, ils prennent pied en Thrace où sont installées des garnisons à Maronée et Ainos. Ils s'allient aussi avec Byzance contre Antiochos III, ce qui leur offre la possibilité d'opérer en mer Noire et d'entrer en relation avec le royaume du Bosphore. Avec la perte de la Cœlé-Syrie au début du IIe siècle, Chypre devient la principale base navale lagide en Méditerranée orientale.

### Évolution politique duIIeauIersiècleav. J.-C.
Le royaume lagide connait un affaiblissement intérieur à partir du règne de Ptolémée IV (221-204), avec pour principales crises : la sédition de la Haute-Égypte (ou Thébaïde) jusque 186 sous les règnes d'Hérouennéfer et Ânkhouennéfer ; les tensions sociales liées à une hausse de la fiscalité ; la crise monétaire du fait d'un ralentissement des échanges commerciaux ; les usurpations et querelles successorales à partir de Ptolémée V, les rois légitimes étant mineurs ; les conflits dynastiques entre Ptolémée VI et son frère Ptolémée VIII et leurs épouses respectives, Cléopâtre II et Cléopâtre III ; enfin, le legs de la Cyrénaïque aux Romains par Ptolémée VIII, la région devenant province romaine en 74.
Par ailleurs, le royaume est confronté à de nombreuses difficultés qui nuisent à ses ambitions impériales : Ptolémée V est vaincu par Antiochos III à l'issue de la cinquième guerre de Syrie (202-195), entrainant la perte de la Cœlé-Syrie et des possessions du littoral d'Asie Mineure ; sous Ptolémée V, Philippe V de Macédoine prend possession de la Thrace, les protectorats de la mer Égée étant également perdus ; sous Ptolémée VI et son co-régent Ptolémée VIII, le royaume manque d'être occupé par Antiochos IV à l'issue de la sixième guerre de Syrie ; mais les Lagides sont sauvés par l'intervention des Romains qui lancent un ultimatum au souverain séleucide ; à la fin du règne de Ptolémée VI vers 145, Théra et Itanos (en Crète) sont perdus ; enfin, sous Ptolémée XII, en 59, Chypre devient province romaine.

### Mise sous tutelle romaine du royaume
Ptolémée X lègue le royaume aux Romains à sa mort en 88 av. J.-C. ; mais le Sénat refuse ce legs, de peur de voir l'État romain déstabilisé dans le contexte de la guerre civile entre Marius et Sylla. Devenu un protectorat romain, le Royaume lagide évite l'annexion, Ptolémée XII corrompant des hommes politiques romains, dont Jules César ; il ne peut cependant pas empêcher la conquête de Chypre par Rome. Victime d'une révolte des Alexandrins, il se réfugie à Rome, puis est rétabli au pouvoir en 55.
Cléopâtre VII, reine entre 51 et 30, tente de redresser le royaume en profitant de la guerre civile entre Jules César et Pompée. Elle accède au trône grâce à César aux dépens de son frère-époux Ptolémée XIII. À son départ, César lui laisse trois légions et un fils, Ptolémée XV. À la suite du partage des possessions romaines, Marc Antoine s'installe en Égypte et devient l'amant de Cléopâtre. De cette union naissent trois enfants, bientôt dotés de territoires en Cyrénaïque, en Arménie et Asie Mineure, prélude à une nouvelle forme de domination romaine en Orient. Cette politique entraîne la réaction d'Octave, qui remporte la victoire à la bataille d'Actium en 31. Octave entre à Alexandrie en août 30 et prend possession du royaume après le suicide de Cléopâtre et Marc Antoine.

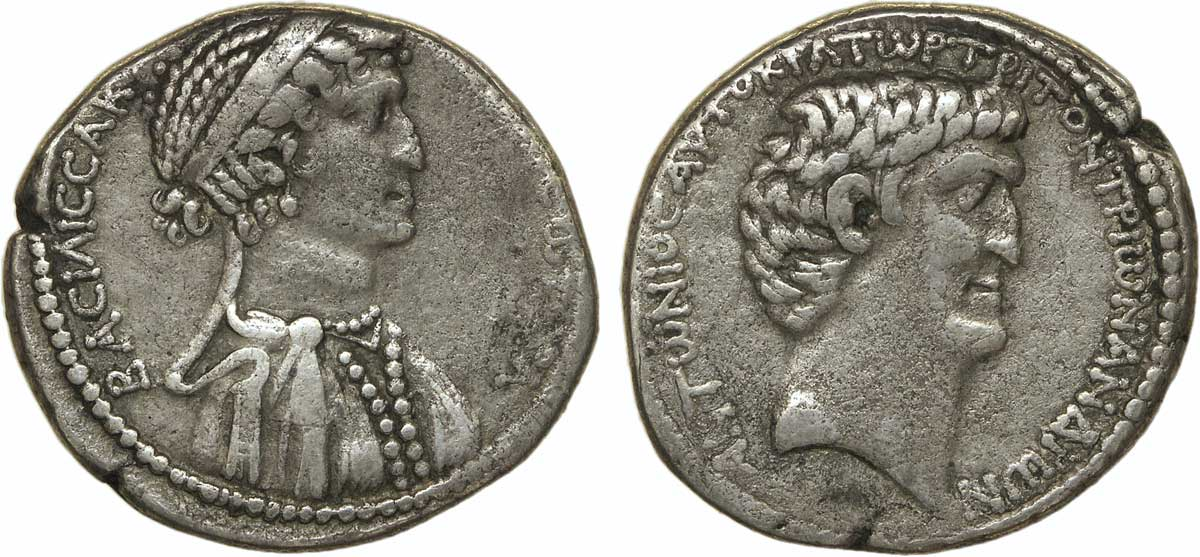
Monnaie à l'effigie de Cléopâtre VII et Marc Antoine.

En 43 avant J.-C., l'éruption de la caldeira Okmok, en Alaska, entraine une baisse des températures dans l'hémisphère nord pendant deux ans. Il est probable qu'elle ait contribué aux troubles qui ont mis fin au Royaume lagide, ainsi qu'à la République romaine. Les sources de l'époque évoquent en effet un climat inhabituel, tandis que les données géo-climatiques montrent que les années 43 et 42 ont été parmi les plus froides des derniers millénaires dans l'hémisphère nord. Cette période est caractérisée par une baisse des récoltes, des famines, des épidémies et des troubles sociaux, documentés dans une grande partie de l'aire méditerranéenne.
L'Égypte devient une province romaine (de 27 avant notre ère à 395 de notre ère) et son principal grenier à blé. Elle est placée sous la domination de l'empereur qui se fait reconnaitre comme roi. Il est représenté par un préfet d'Égypte qui siège à Alexandrie.

## Institutions et administration du royaume

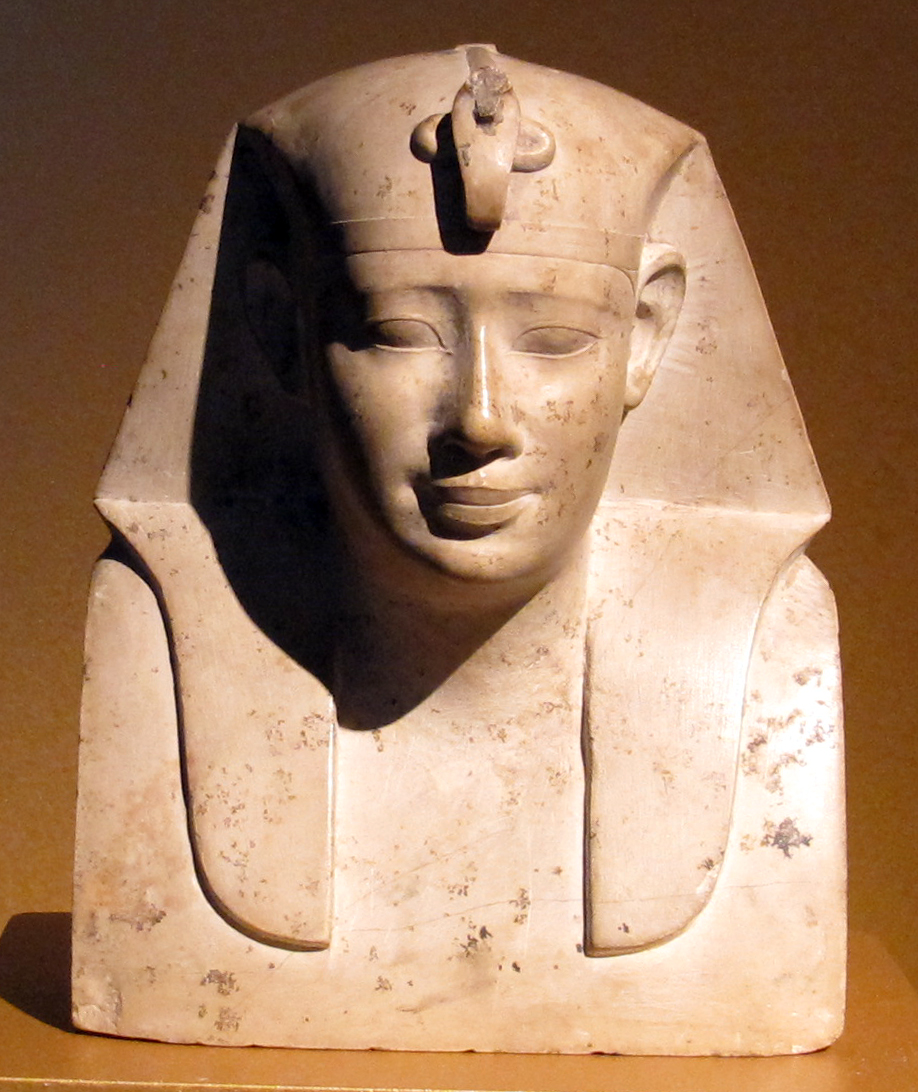
Buste de Ptolémée II Philadelphe, Brooklyn Museum.

### Organisation du pouvoir
À l'image des royautés antigonide et séleucide, les souverains lagides s'entourent d'amis (ou Philoi), la plupart étant gréco-macédoniens, bien qu'on y trouve aussi des autochtones. Parmi cette cour de fidèles le roi (ou la reine) choisit ses ministres et conseillers : 
- le diœcète, chargé des finances et de la gestion des revenus royaux ;
- l'archidicaste, chargé de rendre la justice ;
- l'hypomnématographe, chargé de rédiger les décrets royaux ;

Par ailleurs, les Lagides s'efforcent d'entretenir des liens privilégiés avec les élites égyptiennes, dont les grands prêtres de Ptah qu'ils nomment en tant que pharaons.

### Hiérarchie à la cour
Dès le début de la dynastie, les souverains s'entourent d'une cour composée d'officiers et de savants ou de médecins. Mais c'est dans la première décennie du règne de Ptolémée V Épiphane qu'apparaissent les titres, classés dans un système rigoureusement hiérarchisé de rangs. Six niveaux sont mis en place, exposés par ordre décroissant :
- parent (du roi) ;
- ordre des premiers amis ;
- chef des gardes du corps ;
- ordre des amis ;
- ordre des successeurs (de la « réserve de recrutement ») ;
- ordre des gardes du corps.

Entre les règnes de Ptolémée VI Philométor et de Ptolémée VII Évergète II, ce système s'enrichit de deux nouveaux titres :
- rang équivalent à parent ;
- rang équivalent aux premiers amis, s'intercalant respectivement entre le premier et le deuxième, et le deuxième et le troisième.

Bien que la hiérarchie soit désormais définitivement fixée, les titres ne semblent pas pour autant fonctionner à l'identique au cours des règnes suivants. Les « successeurs » ou « chefs des gardes du corps » tendent à disparaître. En fait, seuls les titres de « parent », de « rang équivalent à parent » et de « premier ami » semblent se maintenir.

### Administration du royaume

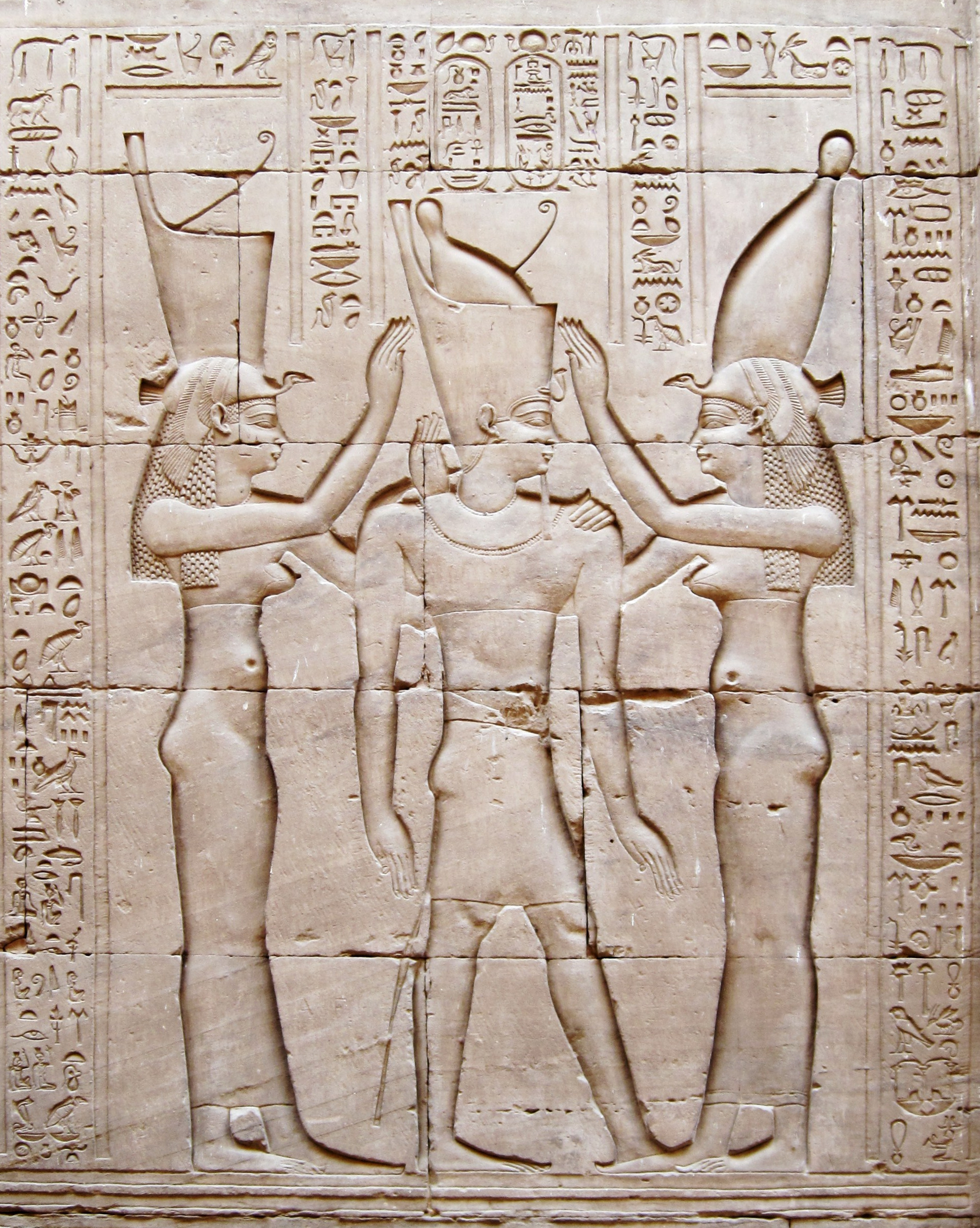
Ptolémée VIII en tenue de pharaon, entre les déesses Ouadjet symbolisant la Basse-Égypte (à gauche), et Nekhbet symbolisant la Haute-Égypte (à droite). Bas-relief du temple d'Horus à Edfou.

Fidèles à l'organisation de l'époque pharaonique, les Lagides ont divisé leur royaume en quarante-deux circonscriptions administratives, fiscales et judiciaires : les nomes. Chaque nome, qui comporte une métropole, est subdivisé en plusieurs districts ou toparchies (dirigés par un toparque), eux-mêmes formés de villages ou comè (dirigés par un comarque).
La direction des nomes est à l'origine confiée à un nomarque. Mais ses attributions passent à partir du IIe siècle aux mains d'un stratège, recruté parmi les colons gréco-macédoniens. Gouverneur militaire sous les premiers Ptolémées, le stratège assume par la suite des tâches purement civiles, la gestion fiscale du nome devenant sa principale attribution. Dans une Égypte bureaucratisée jusqu'à l'excès, ces fonctionnaires ont à leur service tout un personnel hiérarchisé de percepteurs, de comptables et de secrétaires. Le nomarque ou le stratège sont en effet assistés d'un économe et d'un scribe royal (ou basilicogrammate) chargé surtout de la tenue du cadastre. Les villages restent l'unité de base de l'Égypte lagide. Le comarque est lui aussi assisté par un secrétaire (commogrammate), la plupart du temps bilingue et recruté par les autochtones.
Les possessions extérieures de Cyrénaïque, Chypre et Syrie-Phénicie sont placées sous contrôle direct des Lagides (en mer Égée cette tutelle est plus lâche) par l'intermédiaire de stratèges, responsables de l'administration civile et militaire. Ils sont assistés par un économe et un chef de garnison (ou phrourarque). Certaines cités, bien qu'elles conservent les propres institutions, sont contrôlées par un officier royal (ou épi tes poleos). Afin de mieux encadrer le territoire, les Lagides ont par ailleurs fondé (ou refondé) des colonies en Syrie-Phénicie (Hippos, Philotera, Scythopolis, Sichem, Philadelphie) et à Chypre (Arsinoé). Enfin, la Syrie-Phénicie est spécifiquement divisée en districts administrés par un gouverneur (ou hyparque).

### Armée

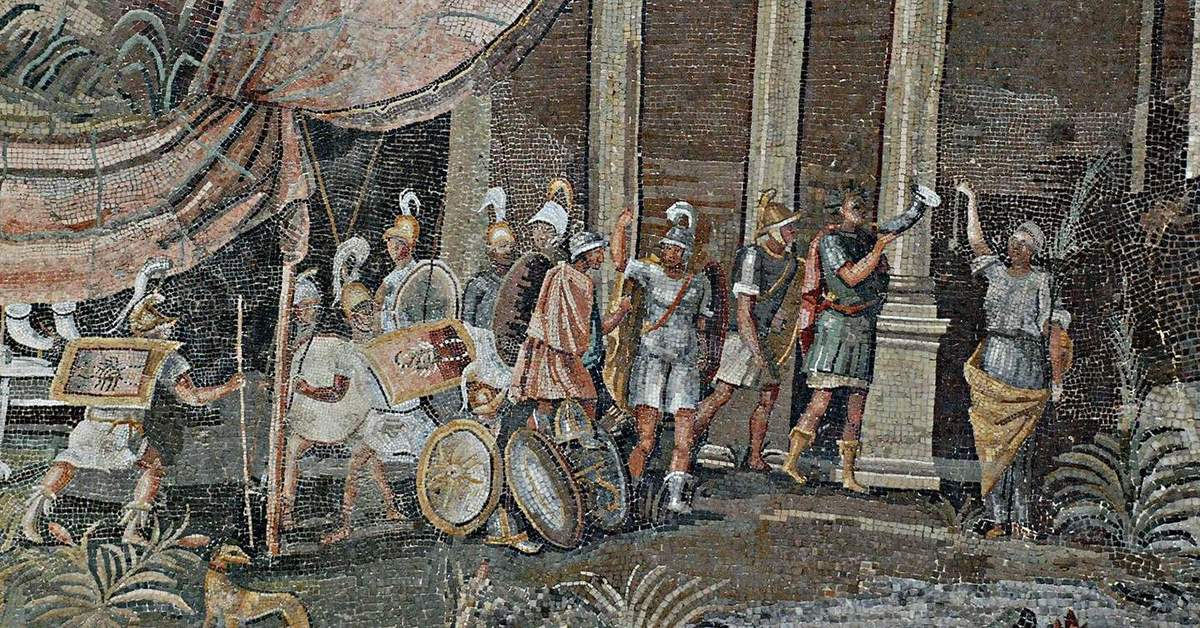
Mosaïque de la fin du représentant des soldats de l'armée lagide.

Grâce à leurs revenus, les Lagides peuvent entretenir une armée nombreuse et puissante. Des garnisons tiennent les places stratégiques du royaume : Péluse (le verrou du delta du Nil), Alexandrie (la remuante capitale), Hermoupolis Magna sur le Nil et Éléphantine en Haute-Égypte, sans compter les nombreuses garnisons dans les possessions extérieures de Cœlé-Syrie, de Chypre, d'Anatolie et de Thrace.
Au début de la dynastie, l'armée est essentiellement constituée de colons (ou clérouques) gréco-macédoniens qui forment une réserve opérationnelle et de mercenaires engagés à long terme, dont des thuréophores grecs et thraces, des cavaliers thessaliens, des archers crétois, puis des Galates dès le milieu du IIIe siècle. Les contingents de la Garde royale (ou agéma), à pied et à cheval, forment une force permanente de quelques milliers d'hommes, effectif moins nombreux que dans l'armée séleucide. À partir de Ptolémée IV, le recrutement commence à s'ouvrir aux Égyptiens autochtones.
La formation de l'armée à la fin du IIIe siècle est connue grâce au récit fait par Polybe de la bataille de Raphia. Conformément aux principes de l'armée macédonienne érigés par Philippe II et Alexandre, la force principale réside dans la phalange de sarissophores, les Égyptiens indigènes étant armés et entraînés « à la macédonienne » (on en compte près de 30 000 à Raphia). La cavalerie lourde, équipée comme les Compagnons, joue aussi un grand rôle tactique, mais l'armée ne compte pas de cataphractaires comme chez les Séleucides. L'armée compte aussi des contingents d'éléphants de guerre en provenance de Nubie (il s'agit d'éléphants de forêt et non d'éléphants de savane) ; mais ces derniers n'ont pas eu d'impact décisif sur le champ de bataille, en tout cas à Raphia et à Panion. À partir de la fin du IIe siècle, la phalange perd sa prédominance, les Lagides faisant de plus en plus appel à des mercenaires équipés en thuréophores ou en thorakitai. Certains historiens pensent que cette réforme s'opère dans le cadre d'une romanisation de l'armée.

### Système des clérouquies
Les Ptolémée adaptent à leur royaume le système de la clérouquie, sur le modèle athénien, afin de résoudre le problème de l'entretien d'une armée permanente. À l'origine, les clérouques sont des colons gréco-macédoniens, mais cette limitation tombe à la fin du IIIe siècle en raison des difficultés de recrutement : des Égyptiens et des Juifs sont aussi recrutés.
La terre clérouchique constitue ainsi la partie des terres du royaume aliénée sous forme de tenure concédée aux soldats en échange de leurs services. La taille des lots (klèroi) concédés varie considérablement selon le grade du soldat, mais aussi selon l'unité dans laquelle il sert. Les clérouques sont répartis entre des villages indigènes et logent chez l'habitant, mais ne cultivent pas pour autant leur lot, dont ils se contentent de percevoir le revenu. Certains clérouques habitent la métropole du nome et louent leur terre à des paysans égyptiens ou à d'autres Gréco-Macédoniens. En théorie, la tenure n'est pas héréditaire et le lot doit retourner au domaine royal à la mort de son titulaire. Mais en réalité, c'est bien un système héréditaire, pour le service militaire comme pour la tenure clérouchique, qui se met en place.
Les plus importantes régions de clérouquies sont l'oasis du Fayoum, la Moyenne-Égypte et la Thébaïde. Il existe par ailleurs des clérouquies en Syrie-Phénicie autour de Philadelphie.

### Fondations et constructions monumentales

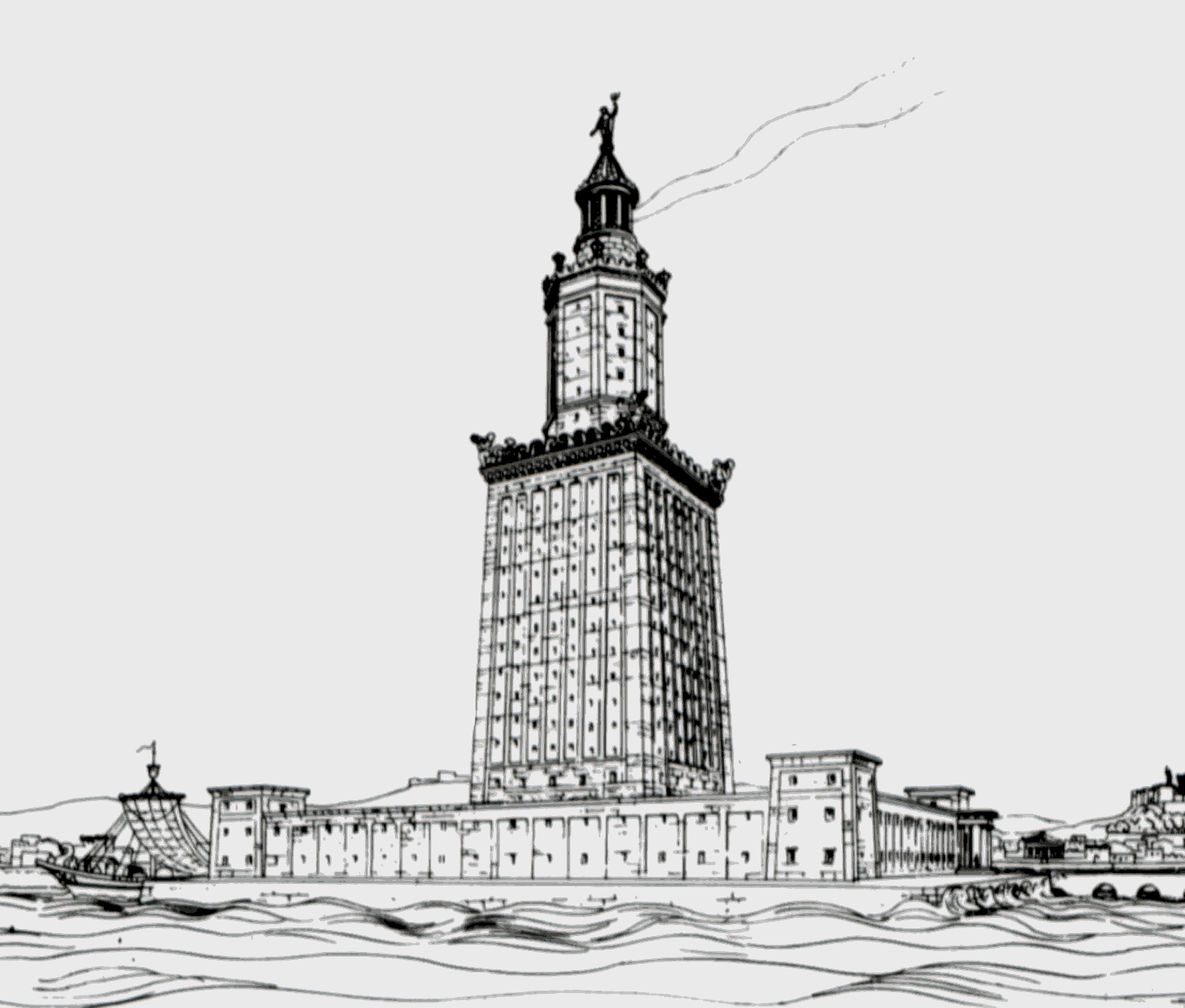
Représentation du phare d'Alexandrie par l'archéologue H. Thiersch (1909).

Les Ptolémée sont à l'origine de nombreuses fondations urbaines, dont la plus remarquable est celle de Ptolémaïs en Thébaïde, décidée par Ptolémée Ier. D'autres cités sont fondées ou refondées en Égypte et dans les possessions extérieures, et portent souvent des noms liés à la dynastie (Ptolémaïs, Arsinoé, Béréniké, etc.). Alexandrie, dont la fondation a été planifiée par Alexandre le Grand, serait quant à elle le nouveau centre du monde grec.
Les Ptolémée ordonnent par ailleurs des constructions monumentales qui contribuent à la gloire de leur dynastie :
- le phare d'Alexandrie (Ptolémée II), l'une des Sept Merveilles du monde ;
- la bibliothèque d'Alexandrie ;
- le temple d'Horus à Edfou ;
- le temple d'Isis à Philæ ;
- le temple d'Isis à Behbeit el-Hagara (Ptolémée II, Ptolémée III) ;
- le Sérapéum d'Alexandrie (Ptolémée III) ;
- le temple de Montou à Médamoud (Ptolémée III, Ptolémée IV, Ptolémée VIII, Ptolémée XII y sont attestés) ;
- la reconstruction totale du temple d'Hathor à Dendérah (Cléopâtre VII et Ptolémée XV Césarion) ;
- le temple de Sobek et Haroëris à Kôm Ombo.

## Économie et système monétaire

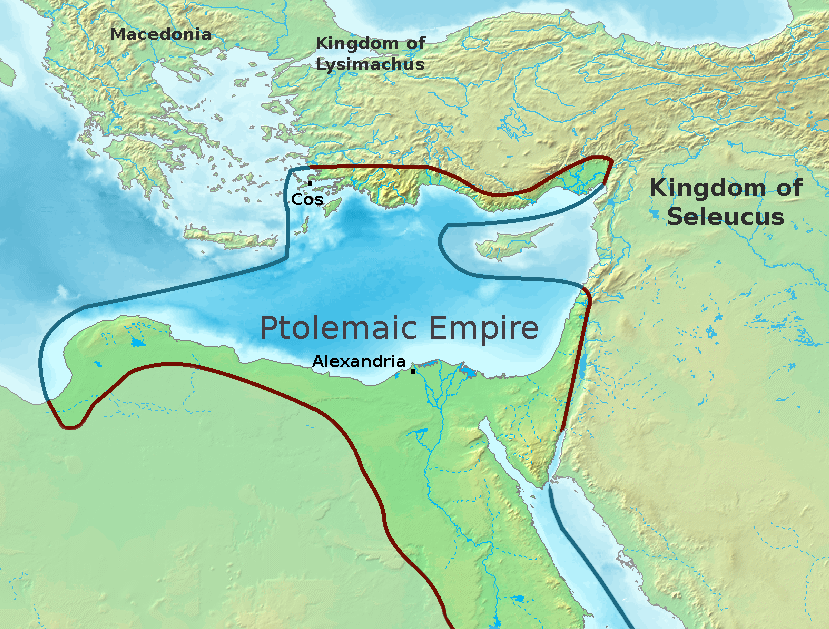
L'Empire ptolémaïque vers -300

### Puissance commerciale
L'économie du royaume parait avoir été florissante grâce à d'immenses ressources naturelles. Elle est placée sous la responsabilité d'un ministre des finances, le diœcète. L'Égypte exporte vers le monde égéen et romain : le blé de la vallée du Nil et de Cyrénaïque, le bois de Cœlé-Syrie (jusqu'à sa perte en 198), le cuivre de Chypre, l'or de Haute-Égypte, le papyrus, le lin, l'alun, le natron, des faïences, des parfums, etc.. L'Égypte importe le vin, l'huile d'olive, des produits artisanaux du monde égéen. Le royaume est aussi la plaque tournante du commerce entre les mondes arabe et indien et la Méditerranée orientale. L'encens et les aromates sont acheminés en caravane vers les ports phéniciens et de la mer Rouge. Certains produits sont des monopoles royaux. La production et la commercialisation de l'huile sont ainsi placées sous administration royale. Les importations sont compensées par les exportations, sachant que les échanges se font la plupart du temps en nature.
Les enjeux commerciaux peuvent en partie expliquer la politique d'expansion des Lagides. L'expansion vers le monde égéen (grâce notamment à la ligue des Nésiotes) aurait permis de conquérir de nouveaux marchés et de nouveaux clients et d'importer des produits de valeur qui n'existent pas en Égypte (fer, cuivre, bois et poix). Cette expansion commerciale aurait aussi aiguisé la concurrence avec les Séleucides, entre autres, autour de la possession de la Cœlé-Syrie, carrefour des échanges vers les tribus arabes et le monde indien, pourvoyeurs de pierres précieuses, d'or, de perles, d'ivoire, d'épices et d'aromates. Les Lagides se tournent aussi vers la mer Rouge qui leur donne accès à l'Afrique orientale et à l'océan Indien. Ptolémée II fait rouvrir le canal entre le Nil et la mer Rouge tandis que de nombreux comptoirs commerciaux sont implantés sur le littoral africain et arabique. La route maritime n'est pas la seule, une route caravanière part de Gerrha (face à l'actuelle Bahreïn), traverse le pays des Nabatéens et arrive en Égypte par le Sinaï et les ports de Phénicie.
Les Lagides entretiennent par ailleurs des relations commerciales avec Carthage à partir du règne de Ptolémée II (facilitées par l'adoption d'un étalon monétaire phénicien). À la même époque, une expédition est menée en Nubie alors sous tutelle du royaume de Méroé, cette région étant capitale pour ses ressources minières (dont l'or) et ses éléphants de guerre ; plusieurs comptoirs commerciaux y sont fondés.
La sécurité des mers devient une priorité pour les Lagides, expliquant leur collaboration étroite depuis Ptolémée Ier avec Rhodes, où transitent une part importante des produits égyptiens. Les Lagides et les Rhodiens luttent donc particulièrement contre les pirates crétois. Cette collaboration cesse un temps durant la deuxième guerre de Syrie.

### Système monétaire et financier

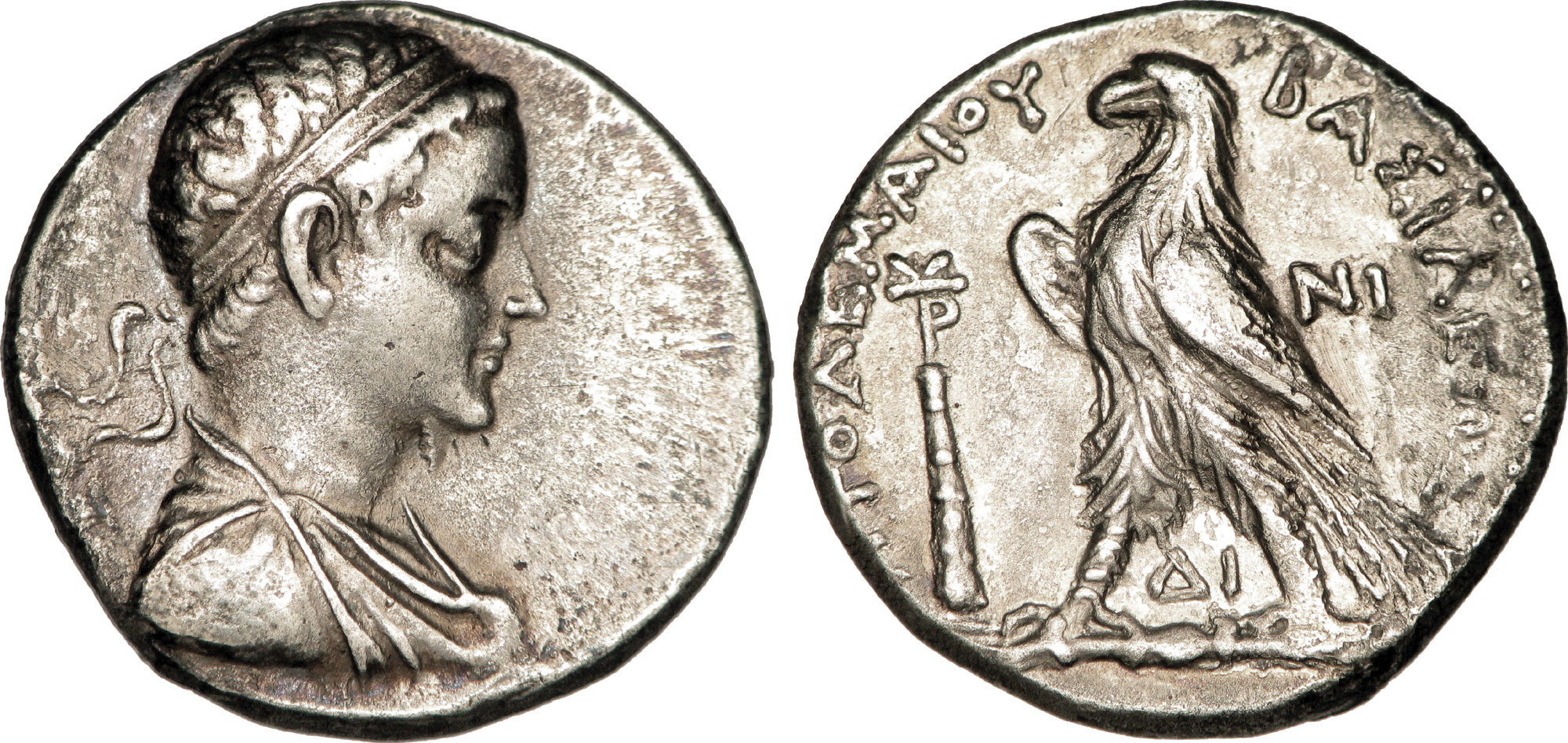
Tétradrachme à l'effigie de Ptolémée V.

La monnaie royale, surévaluée, est la seule acceptée dans l'espace économique lagide, obligeant les marchands étrangers à pratiquer le change au bénéfice du trésor royal. Cette monnaie n'aurait en effet pas été destinée à sortir du royaume (à part dans certains territoires soumis diplomatiquement aux Lagides ou occupés militairement) ; elle intervient en premier lieu comme monnaie de compte pour les marchands étrangers qui doivent échanger leurs monnaies contre la « belle et neuve » monnaie ptolémaïque, sachant que le royaume est largement bénéficiaire en termes de balance commerciale. L'Égypte étant dépourvue de tradition monétaire, c'est Ptolémée Ier qui établit un nouvel étalon, d'abord basé sur le système rhodien et ensuite sur le système phénicien déjà en cours à Cyrène,. Il s'agit aussi pour le souverain de trouver le meilleur instrument d'échange avec l'extérieur et de trouver une cohérence financière dans un espace disparate s'étalant de l'Afrique punique à la Phénicie, à Chypre et au monde égéen. Ainsi, la drachme d'or est fixée à 3,57 g, sous la forme de pentadrachmes d'or de 17,85 g, puis, à partir de Ptolémée II, d'octodrachmes d'or de 27,86 g. Pour les échanges intérieurs, les pièces en cuivre sont en cours. Les banques se multiplient, qu'elles soient d'État, affermées ou même privées. Elles ont recours au crédit et aux ordres de paiement. Les ateliers monétaires sont nombreux : il en existe à Alexandrie, à Cyrène, à Chypre et en Phénicie.
Cette politique visant à maximiser les exportations pour attirer le métal précieux (qui est fondu et re-frappé) et dans le même temps empêcher la sortie de la monnaie royale fait dire à certains historiens modernes que les Ptolémée pratiquent, avant l'heure, le « mercantilisme »,. Reste alors à savoir dans quelle mesure ce « mercantilisme », qui permet de financer les dépenses militaires et diplomatiques, est la finalité de la politique extérieure lagide.
Les revenus annuels de la royauté s'élèvent à la somme considérable de 14 500 talents. Ils proviennent de la location de la terre royale à des paysans, des impôts sur la terre et sur les personnes, héritages de la fiscalité de l'époque pharaonique, et des impôts sur les activités économiques à hauteur de 50 % des richesses produites. Les prélèvements s'effectuent, la plupart du temps, en nature par des « fermiers généraux » qui en retour paient l'État en argent. Cette manne permet aux Lagides de financer leur armée (dont la flotte de guerre), les dépenses somptuaires de la cour, les constructions publiques et l'évergétisme. Cette pression fiscale génère de fortes tensions et des révoltes d'Égyptiens autochtones à partir de la fin du IIIe siècle et du règne de Ptolémée IV.

### Cas de l'oasis du Fayoum
Grâce aux nombreuses archives papyrologiques de Zénon de Caunos, intendant d'Apollonios, diœcète de Ptolémée II, l'administration de l'oasis du Fayoum (dans le nome Arsinoïte, ancien nome inférieur du Laurier rose autour de Crocodilopolis) est particulièrement connue. Elle démontre la politique des Lagides visant à mettre en valeur la chôra et à accroître la production agricole. Zénon a en effet été désigné intendant d'un domaine (ou dôréa) de 2 750 hectares afin de mettre en place un réseau d'irrigation relié au Nil. Le domaine est concédé, sous forme d'affermage, à des particuliers ou à des clérouques qui ne sont pas libres de choisir les cultures. L'oasis est devenue de cette façon un grand centre de peuplement, avec près d'une centaine de villages ou de petites villes.

## Société et culture

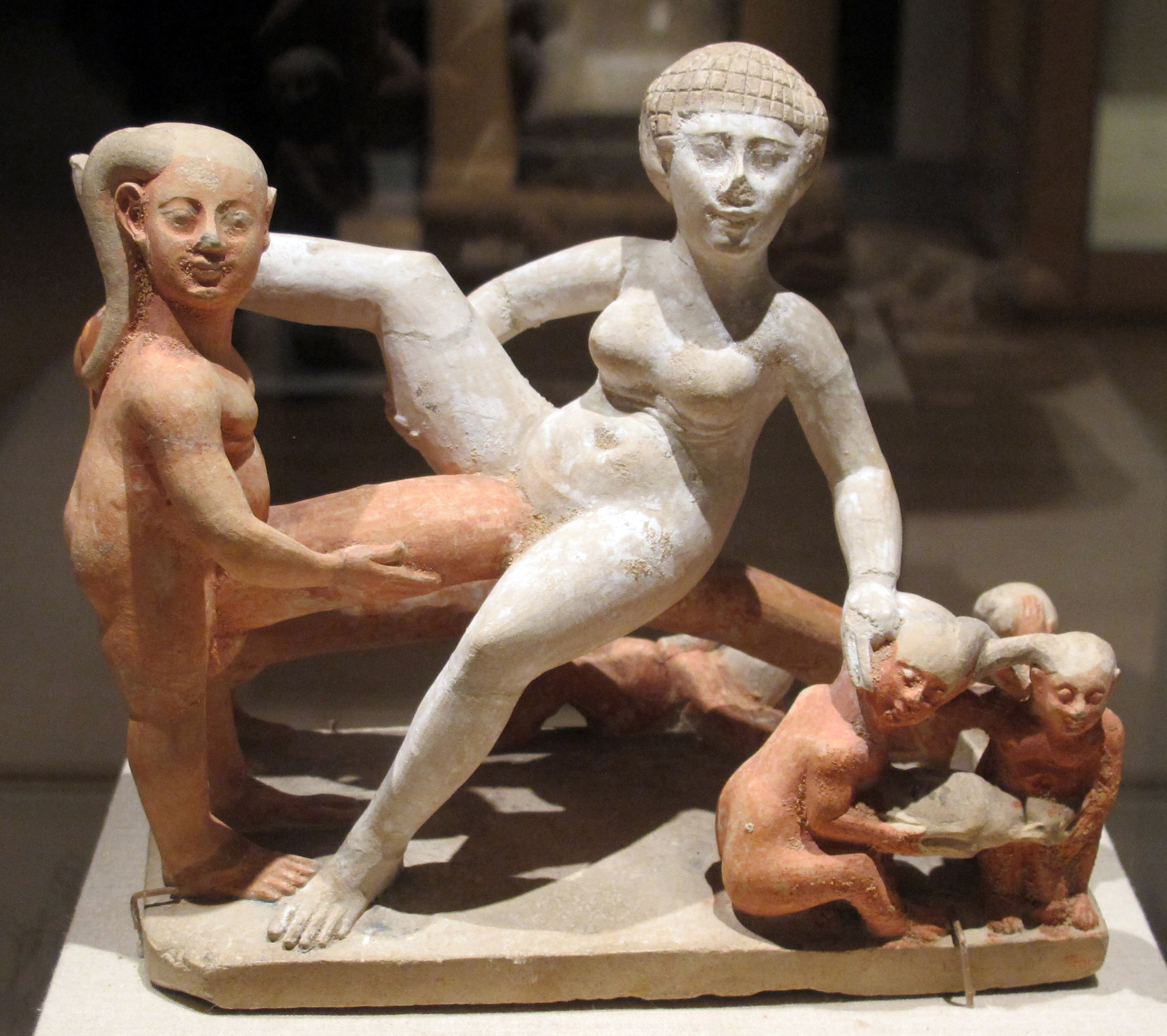
Composition érotique de l'époque lagide, Brooklyn Museum.

### Une société multiculturelle
L'usage de la langue grecque s'est imposée d'emblée dans le Royaume lagide ; mais la question de la pénétration du mode de vie hellénique et des influences égyptiennes, dont la civilisation s'avère prestigieuse même aux yeux des Grecs, peut se poser. L'adoption du culte syncrétique de Sarapis, dès le règne de Ptolémée Ier, témoigne d'une volonté d'helléniser une divinité égyptienne plutôt que d'imposer un culte grec. Pour autant les Égyptiens ne semblent pas avoir été sensibles à l'attrait du mode de vie des Hellènes. Certes, les élites autochtones, principalement sacerdotales, outre l'apprentissage de la langue, prennent le plus souvent un nom grec et s'imprègnent des pratiques grecques de gouvernement. Elles participent parfois aux cultes grecs, à celui des souverains tout du moins. Mais la masse de la population reste hermétique à la religion et à la culture hellénique. Les Lagides respectent les privilèges des temples et les cultes autochtones et deviennent ainsi, aux yeux de leurs sujets, des souverains ayant adopté le modèle pharaonique de la monarchie. En fait, il semble que nombre de Grecs vivant en Égypte adoptent certains cultes égyptiens, certaines pratiques funéraires.
Les mariages mixtes ne sont pas un phénomène exceptionnel (excepté au sein de dynastie royale) et nombre de personnes portent un double nom, égyptien et grec. Dans un pays où l'identité ethnique est complexe à établir, et se trouve souvent déterminée par la langue, la double culture est assez répandue, en tout cas à l'intérieur des classes dirigeantes. Le cas de Dionysios Petosarapis, « Ami du roi » en révolte contre Ptolémée VI, est significatif en cela qu'il porte un double nom grec (Dionysios) et un nom égyptien (Petosarapis), l'un étant la traduction de l'autre, laissant supposer qu'il est issu d'une union mixte. Un officier d'Edfou, au IIe siècle, est par exemple connu sous le nom d'Apollonios dans les textes grecs et sous celui de Pashou sur les stèles hiéroglyphiques.
Les tribunaux de droit égyptien et de droit grec cohabitent, l'appel à l'un ou l'autre ne se faisant qu'en fonction de la langue du contrat litigieux (commercial, matrimonial, etc.). De façon générale, l'identité résulte surtout de la façon dont un individu se comporte, de ses pratiques religieuses, politiques, culturelles ainsi que de la manière dont il est perçu : est Grec celui qui est considéré ainsi par les Grecs. Les Juifs d'Égypte, qui parlent le grec, sont par exemple assimilés aux Hellènes.

### Crises sociales auxIIeetIersièclesav. J.-C.

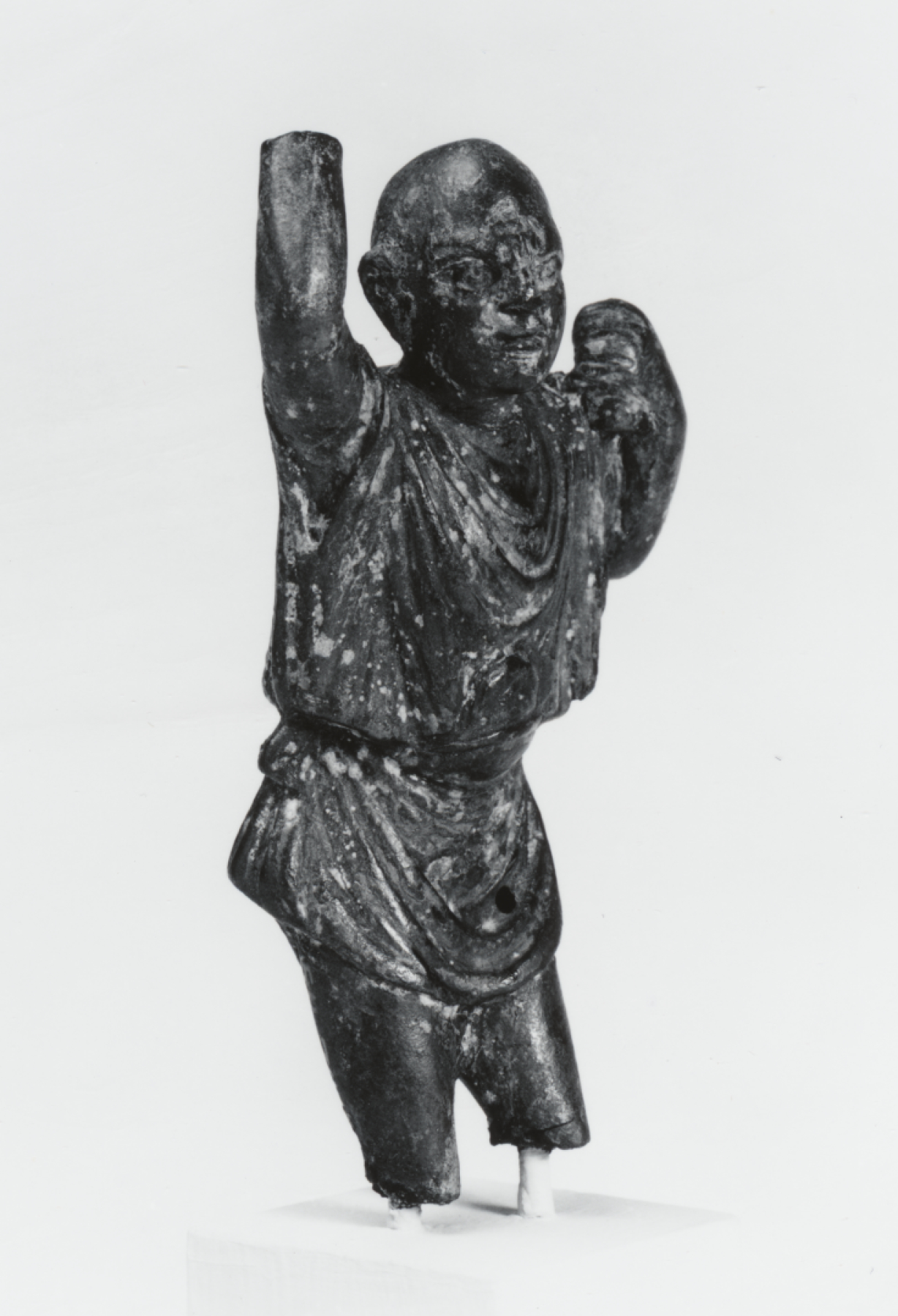
Statuette en bronze du représentant un bossu, esclave ou paysan, Walters Art Museum.

À partir de la fin du IIIe siècle et du règne de Ptolémée IV, considéré déjà par Polybe comme annonciateur du déclin politique des Lagides, le royaume est confronté à intervalles réguliers à des crises sociales et à des révoltes. Mais cette période voit également une recomposition amenant à une société dynamique et multiculturelle.
La pression fiscale des premiers souverains, tant pour les prélèvements réguliers que pour les contributions extraordinaires, suscitent des tensions dans les campagnes où les habitants subissent l'autorité des fonctionnaires royaux. Les souverains lagides ont tenté en vain d'y remédier en accordant des amnisties. Dès lors les paysans indigènes, appauvris, préfèrent quitter les campagnes, voire rejoindre des bandes de pillards, c'est le phénomène de l'anachorèse, déjà connu du temps des premiers pharaons. En outre, la pratique de l'affermage entraîne bien souvent des abus de la part des fermiers qui veulent récupérer au maximum leur investissement. Cette pression est d'autant moins bien supportée par la population qu'elle se double d'un problème d'identité opposant la minorité grecque dominante à la masse de la population autochtone. À partir de Ptolémée IV, la pression fiscale s'alourdit plus encore, entraînant une paupérisation des campagnes et renforçant les motifs de désertion, non seulement de la part des paysans mais aussi d'autres types de travailleurs. L'exode rural engendre des conséquences économiques à l'échelle du royaume, chaque paysan en fuite représentant un manque à gagner pour l'État. La fin de la dynastie lagides est marquée par la récurrence de ces révoltes, comme sous le second règne de Ptolémée IX.
Le pouvoir n'est jamais parvenu à réellement enrayer ce phénomène. Tiraillés entre prélever un maximum de ressources sur le pays ou le gouverner avec prévoyance, les Lagides ont eu plus souvent tendance à privilégier la première solution, adoptant des mesures autoritaires. La situation a empiré quand les villages sont devenus responsables vis-à-vis de l'État de la rentrée des fermages. En 107, le serment de Tebtynis impose aux paysans égyptiens de rester sur leur terre et de rendre des comptes à l'État.
Peuplée de colons grecs (surtout), d'autochtones indigènes, de Juifs et d'étrangers de toutes origines servant souvent comme mercenaires, Alexandrie est une cité cosmopolite propice à la rébellion. La population alexandrine s'est plusieurs fois révoltée dans le contexte de querelles successorales ou contre la politique des rois : Ptolémée VIII est chassé par une émeute, instiguée par sa sœur-épouse Cléopâtre II, durant laquelle le feu est mis en partie au palais royal ; Ptolémée IX subit une révolte après avoir pillé le tombeau d'Alexandre le Grand ; Ptolémée XII est chassé un temps du pouvoir par la foule en colère car jugé trop passif face aux Romains. Mais la plupart de ces insurrections sont causées par les problèmes d'approvisionnement au sein d'une « mégapole » dont la population est estimée à environ un demi-million d'habitants.
La sécheresse ou l'insuffisance de la crue du Nil peuvent amener une hausse des prix et des problèmes d'approvisionnement auxquels tentent de remédier le pouvoir en achetant du blé, comme c'est le cas pour Ptolémée III qui se fournit à Chypre et en Syrie-Phénicie.

### Culte royal

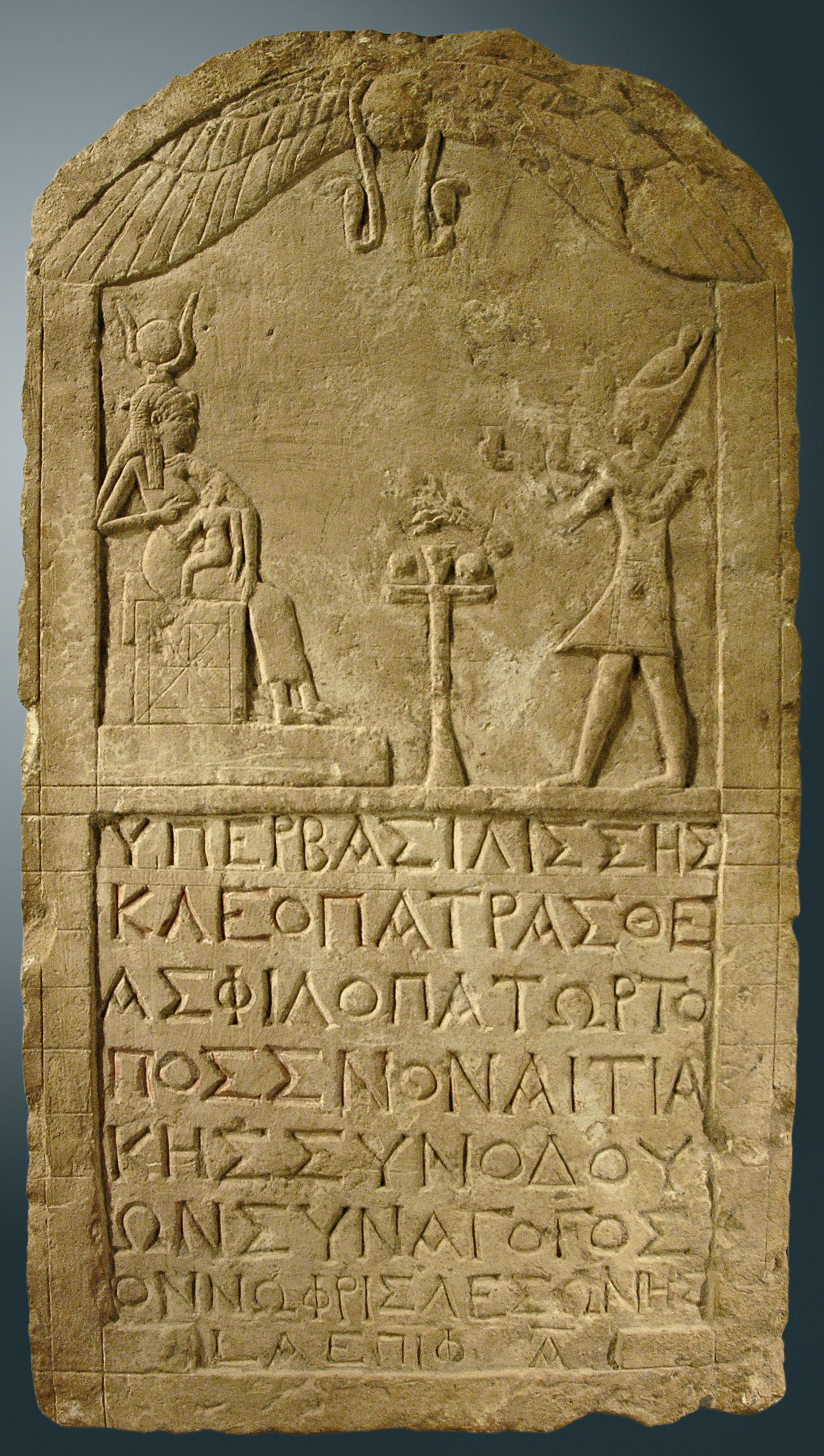
Stèle représentant Cléopâtre VII, vêtue en pharaon, faisant des offrandes à Isis, 51 av. J.-C., musée du Louvre.

Les souverains lagides, en tant que pharaons, au moins depuis la supposée proclamation de Ptolémée II Philadelphe, bénéficient d'un culte divin délivré dans les temples égyptiens qui confère une dimension sacrée au pouvoir royal ; mais ce culte, à usage interne au royaume, est d'abord orienté vers les autochtones afin de renforcer leur obéissance. Ce culte est attesté par la pierre de Rosette sur laquelle est gravé un décret sacerdotal, édicté par des prêtres de Memphis, qui établit le culte divin de Ptolémée V. Par ailleurs, les Lagides construisent et restaurent de nombreux temples égyptiens. Le culte royal est rattaché à celui d'Alexandre le Grand instauré par Ptolémée Ier.
En plus de cette tradition égyptienne, les souverains peuvent recevoir des épithètes grecs à connotation cultuelle, tels Sôter (« Sauveur ») ou Évergète (« Bienfaiteur »), qui peuvent elles s'appliquer dans les relations extérieures, avec notamment les cités grecques. C'est ainsi que Ptolémée Ier a reçu des Rhodiens en 304 l'épiclèse cultuelle de Sôter, après avoir aidé la cité à résister au siège entrepris par Démétrios Poliorcète, et qu'il a été honoré comme un dieu ; cet honneur est aussi délivré par la Ligue des Nésiotes.
Première étape vers la divinisation des souverains lagides, Ptolémée II a divinisé ses parents, Ptolémée Ier et Bérénice Ire qui constituent les « Dieux Sauveurs » (Theoi Sôtères). Ce culte, rattaché à celui d'Alexandre le Grand, est purement grec à l'origine ; il vise d'abord à consolider la dynastie et à recueillir la piété des sujets grecs du royaume. Arsinoé II, la sœur-épouse de Ptolémée II, est l'objet d'un culte spécifique au titre de Philadelphos (« Qui aime son frère ») qui s'est répandu après sa mort jusque dans les possessions extérieures à l'Égypte (dont Chypre). Ptolémée II exige qu'Arsinoé soit l'objet d'un culte dans les sanctuaires égyptiens au titre de Synnaos Theos (« Divinité qui partage le temple »). Étant désormais le veuf d'une déesse, il devient naturel qu'il devienne lui-même un dieu ; il forme dès lors avec sa sœur-épouse la dyade des Theoi Adelphoi (« Dieux Frères »). À partir des années 250, les souverains lagides sont l'objet d'un culte dynastique dispensé dans les temples égyptiens.
À l'image d'autres souverains du début de l'époque hellénistique, tels Antigone le Borgne et son fils Démétrios Ier Poliorcète, les Lagides utilisent le culte royal grec à des fins politiques. L'exemple le plus significatif est l'instauration en 280 du concours isolympique des Ptolemaia par Ptolémée II, après la mort de son père, qui se tient tous les quatre ans. Des invitations sont lancées à toutes les cités grecques. Les vainqueurs des épreuves sportives ou artistiques doivent recevoir les mêmes honneurs que ceux des Jeux olympiques. Cette panégyrie sert les desseins politiques des Lagides en étant l'occasion de processions somptueuses et d'une intense propagande, faisant d'Alexandrie le nouveau centre du monde grec. Callixène a fait une description saisissante, connue par Athénée, de la troisième Ptolemaia, encore plus éclatante car Ptolémée II vient de remporter, pas complètement, la première guerre de Syrie.
Le culte royal ne semble pas avoir été organisé de manière centralisée. À titre de comparaison, les Séleucides organisent le culte royal dans leur empire à partir d'Antiochos III à la fin du IIIe siècle Les honneurs cultuels procèdent d'abord d'initiatives locales, réalisées dans le but de se faire apprécier du pouvoir, qu'ils s'agisse de fondations d'une communauté ou de dédicaces de particuliers. Quant aux États grecs (tels Rhodes, Byzance ou Athènes), ils ne rendent un culte à certains Ptolémées que lorsque la nécessité de témoigner leur reconnaissance se fait jour.
La création par syncrétisme de la divinité Sarapis, qui rassemble des traits du dieu-taureau Apis, d'Osiris, de Zeus, d'Hadès, d'Asclépios (notamment), répond à la nécessité pour Ptolémée Ier d'helléniser un culte égyptien. Apparu à Memphis au Sérapéum de Saqqarah, ce culte est ensuite transféré au Sérapéum d'Alexandrie dans le quartier égyptien de Rakhotis, probablement par Ptolémée III. La religion sérapienne (fondée en partie sur la croyance dans le Salut) connait une expansion considérable hors d'Égypte, en Grèce (à Délos par exemple) et en Asie Mineure, alors qu'elle parait absente des territoires lagides comme la Cyrénaïque (avant l'époque impériale). Constatation qui fait dire que le culte de Sarapis n'a pas été l'objet d'une propagande organisée par la royauté mais qu'il s'est développé de manière spontanée grâce aux marchands et aux soldats grecs, ayant vécu en Égypte, de retour dans leurs cités.